# In situ
In situ je latinska fraza koja se može prevesti kao na mjestu, ili kao na licu mjesta.
U biologiji i biomedicini, in situ označava promatranje ili ispitivanja pojava točno ondje gdje se događaju, tj. bez pomjeranja u određenom mediju.
U primjerima promatranja ili fotografiranja živih životinja to znači da se organizam promatra ili fotografira u divljini, točno onako kako je zatečen. Kada se radi u akvariju, organizam se ne pomjera na drugo mjesto, nego se promatra u zatečenoj poziciji.
Kada se izraz in situ upotrebljava u laboratorijskim znanostima, kao što je, npr. citologija, može se uzeti u smislu koji je nešto između in vivo i in vitro. Na primjer, ispitivanje stanice unutar ukupnog organa, netaknute okolnim tkivom i/ili instrumentima, može biti in situ istraživanje. Neće biti in vivo ako je ošteti eksperimentator, ali neće biti isto kao kad se radi sa samom stanicom, tj. po uobičajenom scenariju rada u in vitro eksperimentima.
U prenesenom značenju, izraz in situ se upotrebljava i u mnogim drugim znanostima, kao što su:
- arheologija,
- fizika,
- kemija,
- geologija itd.